# Tratado de París (14 de agosto de 1879)
El Tratado de París, firmado en la capital francesa el 14 de agosto de 1879, fue un acuerdo de paz y amistad entre el Reino de España y la República del Perú, por el que España reconocía la independencia peruana y se establecían relaciones diplomáticas entre ambos países, tras las diferencias que habían provocado la guerra hispano-sudamericana (1865-1866).

## Historia
Tras el armisticio del 11 de abril de 1871 con el gobierno de Amadeo I de Saboya, el gobierno peruano, presidido por José Balta, decidió autorizar en 1872 la negociación por separado con España, que fue derogada por Manuel Pardo y Lavalle.
Con el estallido de la guerra del Pacífico (1879-83), que enfrentó a Chile con el Perú y Bolivia, Mariano Ignacio Prado Ochoa reanudó las negociaciones junto con Bolivia, lo que condujo a la firma de sendos tratados definitivos con ambos países. La paz con Perú se firmó el 14 de agosto de 1879, y la paz con Bolivia, el 21. 
Por la parte peruana, fue signado por el diplomático Juan Mariano de Goyeneche como enviado extraordinario y ministro plenipotenciario, y por la española por Mariano Roca de Togores, marqués de Molíns, embajador español en Francia.

## El tratado
El tratado de paz y amistad establecía "el olvido de lo pasado" y una amistad permanente entre ambos países (art. 1), el nombramiento de representantes diplomáticos (art. 2), el compromiso de regular comercio, navegación, derechos civiles de los extranjeros y extradiciones (art. 3), y, hasta que se concluyeran los mismos, se darían el trato de nación más favorecida (art. 4).